# 横内章次
横内 章次（よこうち しょうじ、1933年11月9日 - 1996年5月17日）は、満州・大連出身の作曲家、編曲家、ギタリスト。俳優・横内正、ギタリスト・大川洋、横内弘は弟。

## 概要
大連商業高等学校卒業。戦後、九州に引き揚げ、小倉の米軍キャンプなどで演奏する。その後、渡辺弘、吉屋潤、平岡精二らと共演した後、自己でグループを作り、昭和ジャズの代表的なギタリストとして活動した。
1960年代には、キングレコード、ビクターレコード、ポリドール・レコード、日本コロムビアなど日本の大手レコード会社各社を跨いで自己のリーダーアルバムを数多く制作する他、各社洋楽部門の歌手やグループ・サウンズ系のアディショナルプレイ・編曲で活動。リーダーアルバムにとどまらず、他の様々なジャンルのレコーディングにもゲスト参加、オーケストラのアレンジも行い、アルバムを仕上げるそのビジネススタイルは、日本のMTRの歴史と共に今日にまで続くスタジオ・ミュージシャン、音楽プロデューサー、編曲家、トラックメイカーのスタイルで、その先駆けとなっている。
その後東芝レコードで「ミスターギター」として専属契約締結後、ジャズで培ったテクニックを織り混ぜつつ、ストレートなメロディーを力強く情感たっぷりに歌い上げる独特のプレイスタイルと音色で、日本を代表するギターの名手として、映画やテレビ、ラジオ番組に数多く出演をしてその名を馳せる。とりわけ1967年の日活映画『夕陽が泣いている』では、「日本でNo.1のギタリスト」として、ヒロイン役和泉雅子の兄の役でザ・スパイダースと共に全編で活躍をしている。
またこの頃のイージーリスニングアルバムは海外盤も数多く、ヨーロッパや南米など、海外にも非常に多くのファンを獲得している。
「ザ・ベンチャーズ」公演で定番の『夕陽が沈む』の作曲、ハル・ワトキンス名でジョーン・シェパードに作曲した「サマー・クリエーション」のゴールドディスク受賞等、作曲、編曲にも才を発揮する。
代表作には東芝レコードのミスターギターシリーズの数々、自己のグランドオーケストラを配したゴールデンギターシリーズの数々、また、本格的なジャズギターの「TOP STARS IN GUITAR」「サテンドール」「ジャンゴ」「アランフェス」「レディ・バード」「剣の舞」「ボイリング・ポイント」「グリーン・スリーブス」「ブロンド・オン・ザ・ロックス」、中本マリ「マリ」などがある他、奥村チヨ「終着駅」など歌謡曲や、ペギー葉山、マーサ三宅、笈田敏夫、岸洋子、菅原洋一、デューク・エイセス等の同世代のジャズ、シャンソン、ラテン歌手のアルバム、ニュー・サウンズ・イン・ブラス、社交ダンスなどのオーケストラの編曲や、二木ゴルフスイングスイングなど、数々のCMの作曲も手掛けた。
| スタブアイコン | サブスタブ | この項目は、まだ閲覧者の調べものの参照としては役立たない、音楽関係者（バンド等）に関連した書きかけの項目です。この項目を加筆・訂正などしてくださる協力者を求めています（P:音楽/PJ:芸能人）。 |